# Лое
Лое (на словенски: Loje) е село в Словения, регион Горишка, община Толмин. Според Националната статистическа служба на Република Словения през 2015 г. селото има 8 жители.